# 横山勝巳
横山 勝巳（よこやまかつみ、1969年 - ）は、日本の現代音楽の作曲家。東京都出身。

## 経歴
幼い頃よりピアノを、中学生の頃より作曲とホルンを学ぶ。作曲は初めは独学であったが、のちに山田武彦、ハヤ・チェルノヴィンに師事。早稲田大学卒業。作品は国内外で演奏されている。1994年、秋吉台国際20世紀音楽セミナー&フェスティバルに参加、秋吉台国際作曲賞受賞。2001年、武生国際作曲ワークショップの招待作曲家。
2002年、イギリスのトロンボーン奏者バリー・ウェッブと7人の作曲家（藤井喬梓、小内将人、中村寛、後藤國彦、前田克治、平野達也、横山勝巳）によるコラボレーション企画 The Japan Project のCDが Metier, UK より発表される。
2003年、文化庁舞台芸術創作奨励賞特別賞受賞。
2015年、Requiem...ad Vitam Aeternam for Trombone solo 作曲 - Barrie WebbとのコラボレーションによりTrombone Classics, UKにて CD発表
2016年、Requiem...ad Vitam Aeternam for Trombone solo - Barrie Webbの演奏により、東日本大震災5周年3.11 追悼コンサート 於ルーテル東京教会 世界初演(3/11)、高知バリー・ウェッブ Music Project 2016にて再演(3/18)、ブカレスト新音楽の国際音楽週間 (5/25) にてヨーロッパ初演、ルーマニア ティミソアラ 新しい音楽の国際音楽祭にて再演(11/3)

## 主要作品
- Music for "Head IV (F.Bacon)" ( tp. tb. and pf )
- STRING QUARTET
- ＜In den Chichibu-Gebirgen/ Unkräuter glänzen mystererious Licht＞ for tp. and org.
- Traces II for tb.solo
- Traces III for fl.solo
- Broken branches for tb.solo
- 《winter tree / pain》 for v.c. solo
- 《 wave / deep inside ...》 for large orchestra
- "Antigone" for pf
- Requiem...ad Vitam Aeternam for tb. solo
- Untitled #3 for viola, horn, and trombone